# Рогатый Змей
Рогатый Змей (англ. Horned Serpent) — представлен в мифологии многих индейских народов и фактически является североамериканским «драконом». В различных племенах ассоциируется с силами воды, дождя, молнии или грома. Образ Рогатого змея широко представлен в иконографии Юго-восточного церемониального комплекса доисторического периода Северной Америки.
Также существа, подобные Рогатому Змею, представлены в мифологии ряда европейских народов и в Месопотамии (см. ниже).

## Индейская культура

### Маскогские народы
Рогатого змея почитали в различных формах в основном носители маскогских языков — чероки, чокто, чикасо и маскоги.
Восточные и западные чероки почитали Рогатого змея под именем Уктена.

### Сиу
В мифологии сиу Ухтехила Ųȟcéǧila — это опасные водные монстры-рептилии, жившие в незапамятные времена и имевшие различные формы. В конце концов их уничтожили Громовые птицы, за исключением небольших видов, таких, как змеи и ящерицы. Вероятно, на возникновение верований в Рогатого змея повлияло нахождение на их территории ископаемых останков динозавров, а на образ Громовой птицы повлияло нахождение скелетов птерозавра.

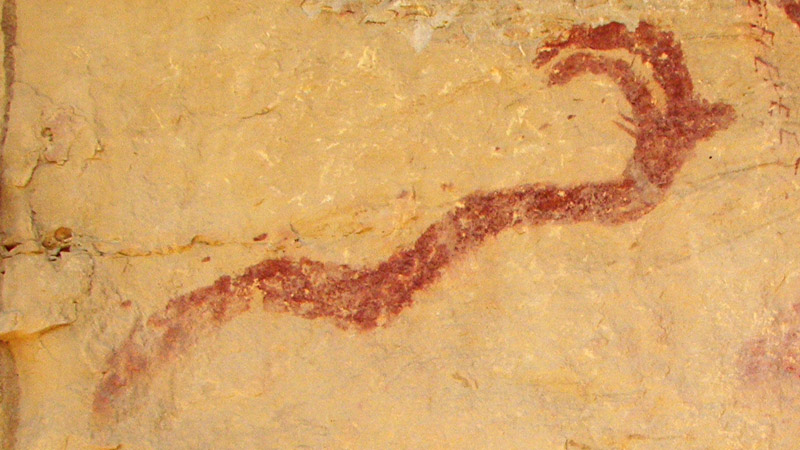
Изображение Рогатого змея, петроглифы в стиле Барьер-каньона, регион Вестерн-Сан-Рафаэль-Свелл, штат Юта
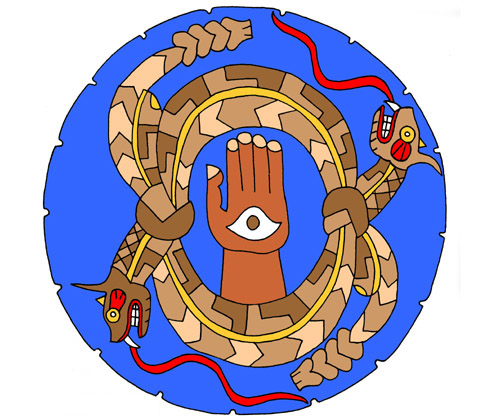
Рогатые змеи. Изображение времён миссисипской культуры на песчаниковой плите из Маундвиля
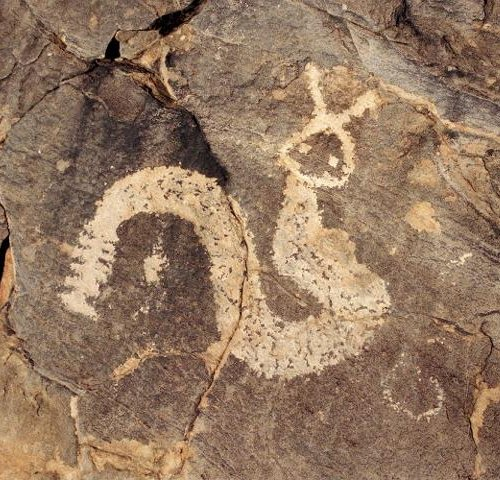
Наскальное изображение (Pony Hills and Cook’s Peak, Нью-Мексико)

### Аванью в мифологии народатева

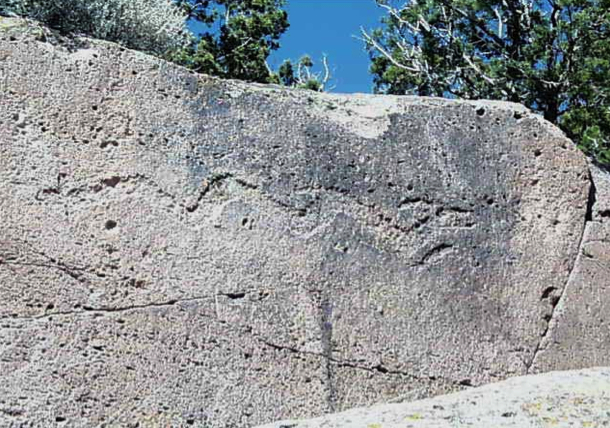
Изображение Аванью на скале в Циреге

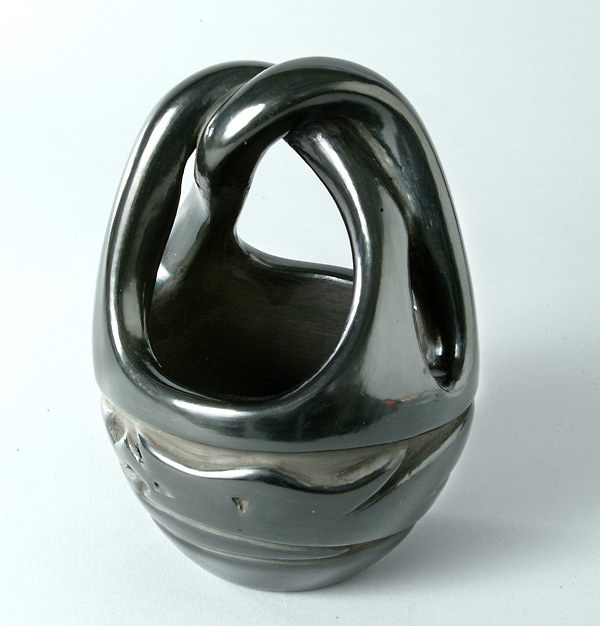
Чаша из Санта-Клара-Пуэбло с изображением Аванью

В мифологии племени тева Аванью (Awanyu, Avanyu) был божеством — хозяином воды. Изображаемый в виде змея с рогами или перьями, с зигзагообразным телом, напоминающим волны, Аванью изображён на стенах пещер, расположенных высоко над реками каньонов в Нью-Мексико и Аризоне. Аванью может был связан с культом Пернатого змея народов Мексики — Кецалькоатля. В некоторых племенах Аванью считался компаньоном Кокопелли. Часто изображение Аванью встречается на индейской керамике юго-запада США.

### Другие известные имена
- Misi-kinepikw («великая змея») — кри
- Msi-kinepikwa («великая змея») — шони
- Misi-ginebig («великая змея») — оджи-кри
- Mishi-ginebig («великая змея») — оджибва
- Pita-skog («великая змея») — абнаки
- Sinti lapitta — чокто
- Unktehi или Unktehila — дакота

## Подобные существа в иных мифологиях

### Европейская иконография

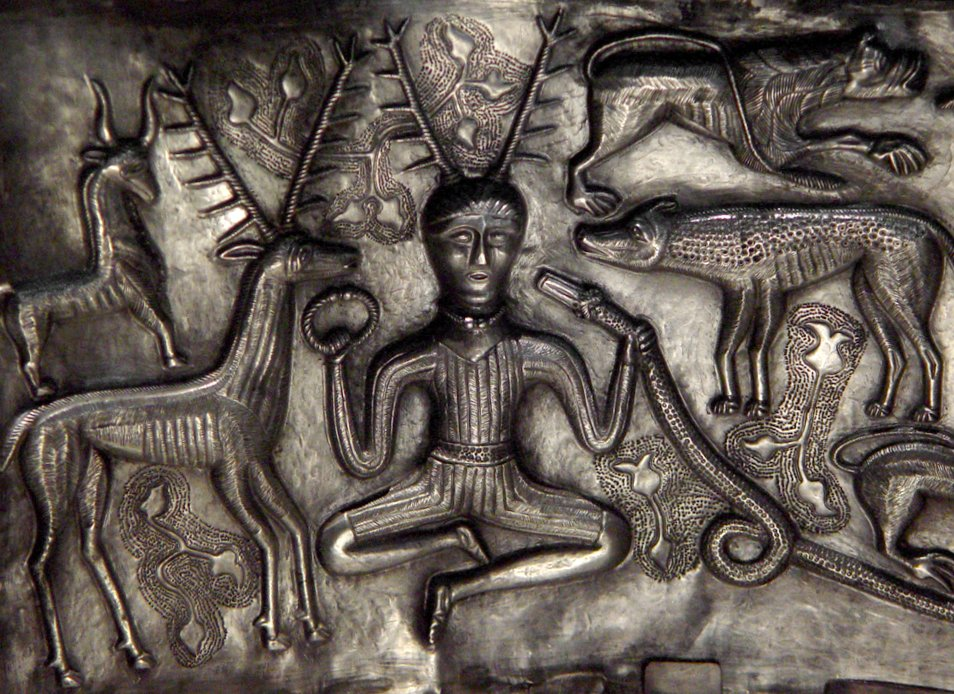
Котёл из Гундеструпа: божество с оленьими рогами, обычно отождествляемое с Цернунном, держит змею с бараньими рогами и шейную гривну. Ещё одна гривна у него на шее

Змей с бараньими рогами был широко распространён в культовой иконографии народов северо-запада Европы в доримский и римский период. Этот образ представлен три раза на котле из Гундеструпа. В римско-кельтской Галлии этого змея обычно изображали в компании с рогатым богом Цернунном. Изображение этой же пары, датируемое IV в. н. э., обнаружено в Северной Италии среди петроглифов долины Валькамоника.
Бронзовое изображение из Этан-сюр-Арру (Étang-sur-Arroux) и каменная скульптура, найденная в Соммерекуре (Sommerécourt), изображают Цернунна окружённым двумя рогатыми змеями, принимающими пищу из чаши с фруктами и зёрнами на коленях бога. В Соммерекуре также обнаружена статуя богини, держащей рог изобилия и гранат, с рогатой змеёй, принимающей пищу из чаши. В Изёр-сюр-Крёз (Yzeures-sur-Creuse) обнаружено резное изображение юноши, вокруг ног которого обвивается рогатая змея, прижимая голову к его животу. В Сайренсестере, графство Глостер, найдено изображение Цернунна со змеями вместо ног. По мнению историка Миранды Грин, наличие змей отражает мирную натуру бога, символизирующего плодородие и природу.
Среди других богов, которых изображают в компании рогатых змей, представлены Кельтский Марс (скорее бог медицины, чем войны), Кельтский Меркурий и Кельтский бог-солнце.

### Месопотамия
В месопотамской мифологии Нингишзида, возможно, прототип библейского змея-искусителя, иногда изображается как змей с рогами. Иногда его также изображали в образе человека, однако окружённого bashmu, рогатыми змеями. Нингишзида носит эпитет Ushumgal, «великий змей», и этот же эпитет носят некоторые другие месопотамские боги.

### Прочие
- Василиск
- Дракон
- Китайский дракон
- Кецалькоатль